# Total Eclipse of the Heart
"Total Eclipse of the Heart" är en rockballad som ursprungligen spelades in av sångerskan Bonnie Tyler till albumet Faster than the Speed of Night från 1983. Kompositör, textförfattare och producent var Jim Steinman. Delar av melodin hade tidigare använts i soundtracket till filmen A Small Circle of Friends.
"Total Eclipse of the Heart" släpptes även som singel och blev en stor hit världen över. Den låg etta på singellistorna i bland annat USA, Storbritannien och Australien. Sången är en av Jim Steinmans och Bonnie Tylers mest framgångsrika.
2005 spelade Tyler in en ny version av låten, till albumet Wings. Hon har även spelat in en franskspråkig version med titeln "Si Demain" tillsammans med den franska sångerskan Kareen Antonn. Denna version blev en hit i bland annat Frankrike och Belgien.
Jim Steinman menade ursprungligen att han skrev sångtexten inspirerad av vampyrfilmen Nosferatu.  Sångtexten likställer ett utslocknat kärleksförhållande med en förmörkelse på himlavalvet. Sången uppmärksammas ofta i samband med solförmörkelser och månförmörkelser. Den 21 augusti 2017 framförde Bonnie Tyler sången live tillsammans med popgruppen DNCE ombord på kryssningsfartyget Oasis of the Seas utanför Bahamas, samtidigt som en total solförmörkelse var synlig över Karibiska havet.

## Uppbyggnad
Den fullånga versionen av "Total Eclipse of the Heart" är cirka sju minuter lång och har uppbyggnaden 4-taktersintro - vers 1 - vers 2 - refräng - instrumentalt (motsvarande en vers) - vers 3 - refräng - långt slut med upprepanden av vissa rader och "fade out". Det är dock vanligare att man kommer i kontakt med en kortare version, "radio edit", (4:29) med uppbyggnaden 2-taktersintro - vers 1 - refräng - instrumentalt (motsvarande en vers) - refräng - lite kortare fade out-slut. Versionen som hörs i musikvideon (5:28) har följande uppbyggnad: 3-taktersintro - vers 1 - vers 2 - refräng - instrumentalt (motsvarande en vers) - refräng - fade out i ungefär en halv minut-slut. Versernas "turn around"-rader sjungs av Rory Dodd.

## Coverversioner
Ett flertal artister har också spelat in sången. Mest framgångsrik blev Nicki Frenchs dansanta version från 1994, som bland annat nådde andraplatsen på Billboard Hot 100. Till andra artister som spelat in den hör Jan Wayne och Westlife. 1996 spelades den in av det svenska rockbandet Stickboy. Lisa Ottosson skrev en text på svenska vid namn "När känslorna tystnat för gott", med vilken sången spelades in av gruppen Cotton Club på albumet Hon går rakt fram från 1984.
"Total Eclipse of the Heart" har även spelats in på italienska, japanska, finska, isländska och tyska, det sistnämnda till musikalen Tanz der Vampire. Den översattes senare tillbaka till engelska för den amerikanska uppsättningen av musikalen, med en något ändrad text.
Det norska bandet Hurra Torpedo fick stor uppmärksamhet när de i ett framförande av sången använde sig av vitvaror som instrument.
Till filmen Trolls gjordes en egen version av sången. En för vardera språk. 

## Listplaceringar
| Lista (1983)                                 | Topplacering |
| -------------------------------------------- | ------------ |
| Danmark (Trackslisten)                       | 35           |
| Nederländerna (Dutch Top 40)                 | 18           |
| Norge (VG-lista)                             | 1            |
| Nya Zeeland (RIANZ)                          | 1            |
| Schweiz (Swiss Music Charts)                 | 3            |
| Storbritannien (The Official Charts Company) | 1            |
| Sverige (Sverigetopplistan)                  | 3            |